# Brachypimpla brachyura
Brachypimpla brachyura là một loài tò vò trong họ Ichneumonidae.